# Lexicon Iconographicum Mythologiae Classicae

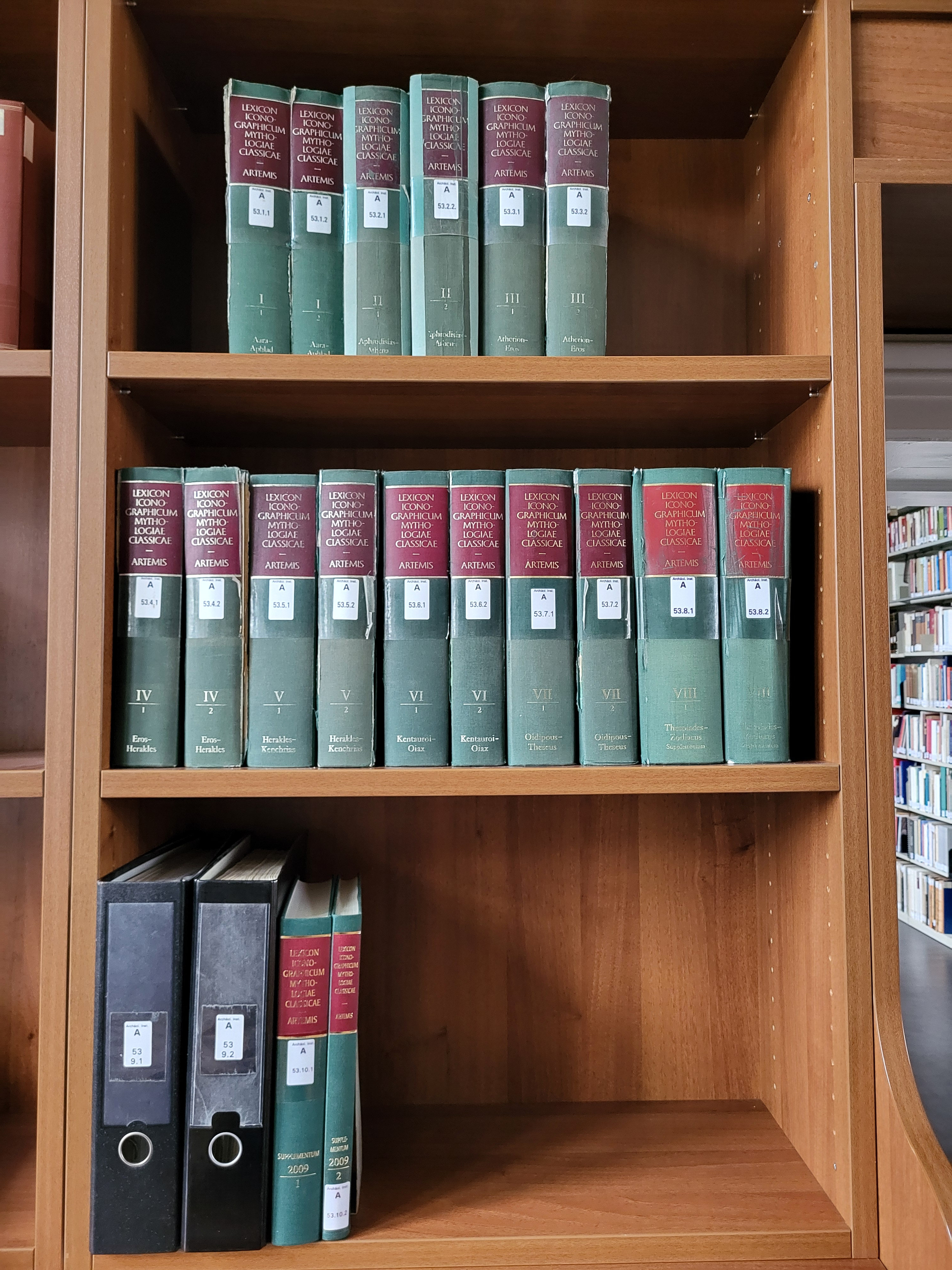
Das Lexicon Iconographicum Mythologiae Classicae im Bücherregal.

Das Lexicon Iconographicum Mythologiae Classicae (LIMC) ist ein umfassendes Nachschlagewerk zur antiken Mythologie unter dem Gesichtspunkt ihrer bildlichen Darstellung (Ikonografie). Behandelt werden neben der griechischen auch die römische und etruskische Mythologie einschließlich ihrer Erscheinungsformen in den von ihnen beeinflussten mediterranen Kulturen (periphera orientalis und periphera occidentalis).

## Inhalt
Die Kenntnis der antiken Mythen allein aus der Literatur – Epos, Lyrik und Tragödie – bleibt lückenhaft. In vielen Fällen bietet aber die bildliche Überlieferung mit ihren verschiedenen Gattungen wie Skulptur, Vasenmalerei, Wandmalerei sowie das Kunsthandwerk zahlreiche ergänzende Informationen etwa zu Sagenversionen und zu Datierungen. Diese Werke setzen noch vor Homer in der Mykenischen Zeit ein und reichen, in manchen Zeiten in reicher Fülle, bis in die Spätantike. Diese Quellen werden im LIMC in teilweise sehr ausführlichen Artikeln zu Sagenfiguren wie Göttern, Heroen, Personifikationen und Motiven wie etwa dem Parisurteil behandelt. Alle Sagenbilder sind in motivischer Ordnung in den Tafelbänden reproduziert.

## Publikation
Initiatorin und verantwortliche Herausgeberin des Lexicon Iconographicum Mythologiae Classicae war die Archäologin Lilly Kahil. Die Erarbeitung und Publikation des Lexikons wurde getragen von der Stiftung Fondation pour le Lexicon Iconographicum Mythologiae Classicae mit Sitz in Basel, bestehend aus Stiftungsrat, internationalem wissenschaftlichen Komitee und Redaktionskomitee. Die Erarbeitung des Gesamtwerkes erfolgte unter der Koordination einer Zentralredaktion in Basel mit Forschungsstellen in Frankreich am LIMC CNRS in Paris sowie in Deutschland an der Ruprecht-Karls-Universität Heidelberg und der Julius-Maximilians-Universität Würzburg. Die Artikel des Lexikon Iconographicum Mythologiae Classicae stammen von Wissenschaftlern aus mehr als 40 Ländern. Der internationale Charakter zeigt sich auch darin, dass die Artikel in unterschiedlichen Sprachen erschienen, nämlich auf Deutsch, Englisch, Französisch und Italienisch.
Die Stiftung wurde 2014 aufgelöst, das LIMC-Archiv wird von der Universität Basel weitergeführt. Eine Datenbank der einschlägigen Literatur, die nach Abschluss der jeweiligen Artikel erschienen ist, wurde in Heidelberg geführt.
Das Lexikon erschien von 1981 bis 1999 in neun Bänden im Artemis Verlag Zürich/München. Acht Bände umfassen die Artikel und Abbildungen, wobei sie jeweils in zwei Teilbände (einen Textband und einen Tafelband) gegliedert sind. Der neunte Band, der ebenfalls aus zwei Teilbänden besteht, beinhaltet die Indizes. 2009 erschien ein Ergänzungsband Supplementum 2009, wiederum in zwei Teilbänden.

## Bibliographische Angaben
Fondation pour le Lexicon Iconographicum Mythologiae Classicae (Hrsg.): Lexicon iconographicum mythologiae classicae (LIMC). Artemis & Winkler Verlag, Zürich/München 1981–1999, ISBN 3-7608-8751-1:
- Band I: Aara – Aphlad (1981)
- Band II: Aphrodisias – Athena (1984)
- Band III: Atherion – Eros / Amor, Cupido (1986)
- Band IV: Eros (in Etruria) – Herakles (1988)
- Band V: Herakles – Kenchrias (1990)
- Band VI: Kentauroi et Kentaurides – Oiax (1992)
- Band VII: Oidipous – Theseus (1994)
- Band VIII: Thespiades – Zodiacus et Supplementum (1997)
- Indexband:
  1. Museen, Sammlungen, Orte (1999)
  2. Literarische und epigraphische Quellen zu nicht erhaltenen Werken. Mythologische Namen (1999)
- Supplementum 2009 (Text- und Tafelband, Artemis Verlag, Düsseldorf 2009, ISBN 978-3-538-03520-1)